# Пратер
Пратер (нем. Prater) — большой общественный парк и зона отдыха в Вене. Расположен в южной части Леопольдштадта между Дунаем и Донау-каналом, вытянут вдоль берега на 5 км. Название парка произошло от слова лат. pratum, что означает луг.
Большую часть занимает так называемый «зелёный Пратер» (Grüner Prater), где находится главная аллея, территория Венской международной ярмарки, ипподром, стадион, велодром, спортивные площадки. На севере Пратера расположен «Вурстельпратер» (Wurstelprater) — парк аттракционов, который часто также называют просто Пратером. По парку проложена миниатюрная железная дорога, также здесь находится гигантское колесо обозрения (Riesenrad), сооружённое в 1896—1897 годах английским инженером Вальтером Бассетом при подготовке к празднованию пятидесятилетия правления императора Франца Иосифа I. С 60-метровой высоты открывается прекрасная панорама Вены, благодаря чему колесо является одним из символов города. В парке находится самая высокая в мире цепочная карусель Prater Tower. Вращающаяся часть карусели поднимается до высоты 117 метров, что соответствует высоте 33-х этажного дома  Архивная копия от 2 апреля 2015 на Wayback Machine

## История

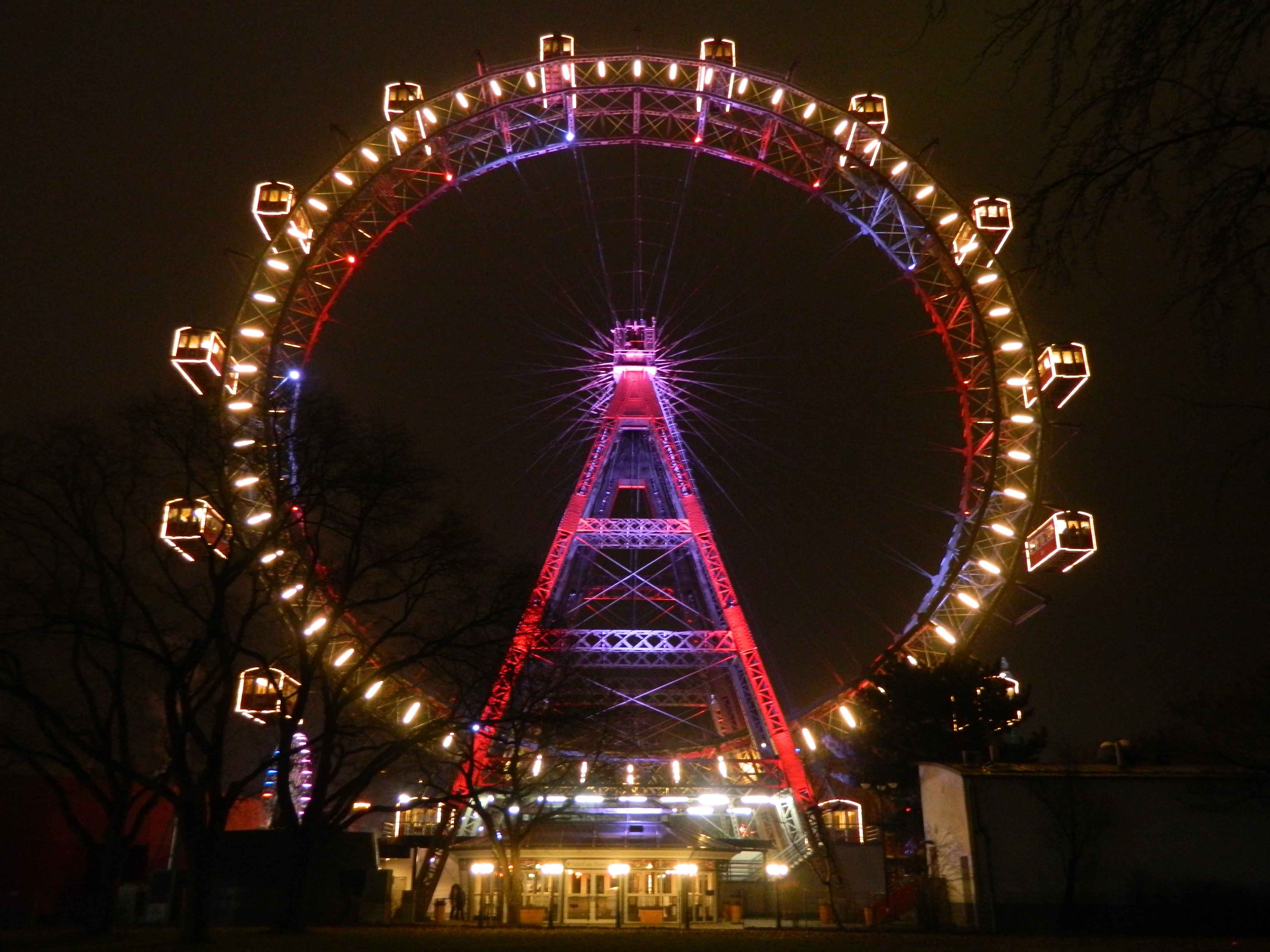
Колесо обозрения

Впервые область, где расположен Пратер, упоминается в 1162 году, когда герцог Фридрих I отдал эту землю дворянской семье де Прато. Слово «Пратер» было впервые использовано в 1403 году, и изначально относилось к небольшому островку на Дунае, однако постепенно так стали называть и соседние районы. Земли часто меняли хозяев до того, как были куплены императором Максимилианом II в 1560 году под охотничьи угодья. В целях борьбы с браконьерством император Рудольф II запретил вход в Пратер, но 7 апреля 1766 года император Иосиф II сделал парк открытым для общественного посещения и разрешил создавать на его территории кафе, что послужило началом Вурстельпратера. Охотиться в Пратере продолжали до 1920 года.
В 1873 году в Пратере прошла Венская всемирная выставка, для чего была выделена большая площадь вокруг Ротонды, которая сгорела в 1937 году.
В 2004 году началась реконструкция Вурстельпратера и строительство продолжения линии метро U2. К 2008 году вдоль территории Пратера построено три станции метро. Всего в нескольких десятках метров к западу от Пратера расположена крупная железнодорожная станция Вена-Пратерштерн, известная ранее как Северный вокзал Вены.
Общая площадь парка сильно уменьшилась после строительства стадиона Эрнста Хаппеля, Зюдосттангенте (Südosttangente) — самого загруженного шоссе Австрии, — и ипподрома.

## В литературе
- И. В. Гёте, «Фауст» : сцена «Вальпургиева ночь» — «Hier ist`s so lustig wie im Prater»(дословно: здесь весело, как в Пратере) — в переводе Б.Пастернака «Как в Пратере во дни гулянья».
- Э. М. Ремарк, «Возлюби ближнего своего»: действие нескольких глав романа происходит в Пратере во второй половине 1930-х годов.